# 加贺温泉站
36°19′13.18″N 136°21′1.77″E / 36.3203278°N 136.3504917°E
加賀温泉站（日语：／ Kagaonsen eki）位於日本石川縣加賀市作見町，是西日本旅客鐵道（JR西日本）北陸新幹線及IR石川鐵道IR石川鐵道線的鐵路站。與金澤站的情況相同，新幹線部份由JR西日本管理，在來線站房部份由IR管理。

## 概要
本站是加賀市的中心站和代表站，是加賀市内最多優等列車停車的車站。由本站為起点，設有連結附近各觀光地的巴士路線網絡。車站的事務管理編號是▲541439。
開業当初名為作見站，雖然只是一個小站只停靠普通列車；鄰近的動橋站和大聖寺站附近的片山津温泉、山代温泉、山中温泉各方，正為了爭取特急列車停站進行着激烈的爭鬥；為了平息紛爭，選擇讓特急列車集中在兩站之間的本站停車，並將本站改名為加贺温泉站，作為周邊温泉地的玄關口（急行列車基本上在此站集中停車，一部份列車仍繼續在大聖寺站停車）。

## 歷史
- 1943年10月1日 - 國有鐵道北陸本線的大聖寺站 - 動橋站間開設作見信号場。
- 1944年10月11日 - 升格為車站，以作見站之名開業。
- 1963年1月1日 - 停止處理貨物。
- 1970年
  - 4月 - 為升級為特急停車站開始進行改善工程[2]。
  - 10月1日 - 改名為加賀温泉站。同時改建為第2代站舎[2]。設置綠窗口。[3]
- 1984年2月1日 - 停止處理行李托運服務。
- 1987年4月1日 - 隨著國鐵分割民營化，成為西日本旅客鐵道（JR西日本）的車站。
- 2017年
  - 4月15日 - IC卡「ICOCA」在本站開始利用[4][5]。
  - 5月23日 - 臨時站舍開始使用[6][7]。
- 2024年（令和6年）3月16日 - 隨北陸新幹線延伸至敦賀，新幹線車站啟用，原在來線車站改由IR石川鐵道營運。

### 備註
- 根據北陸新幹線的整備計画，會在金澤、小松、加賀温泉、芦原温泉和福井順次設站。

## 構造

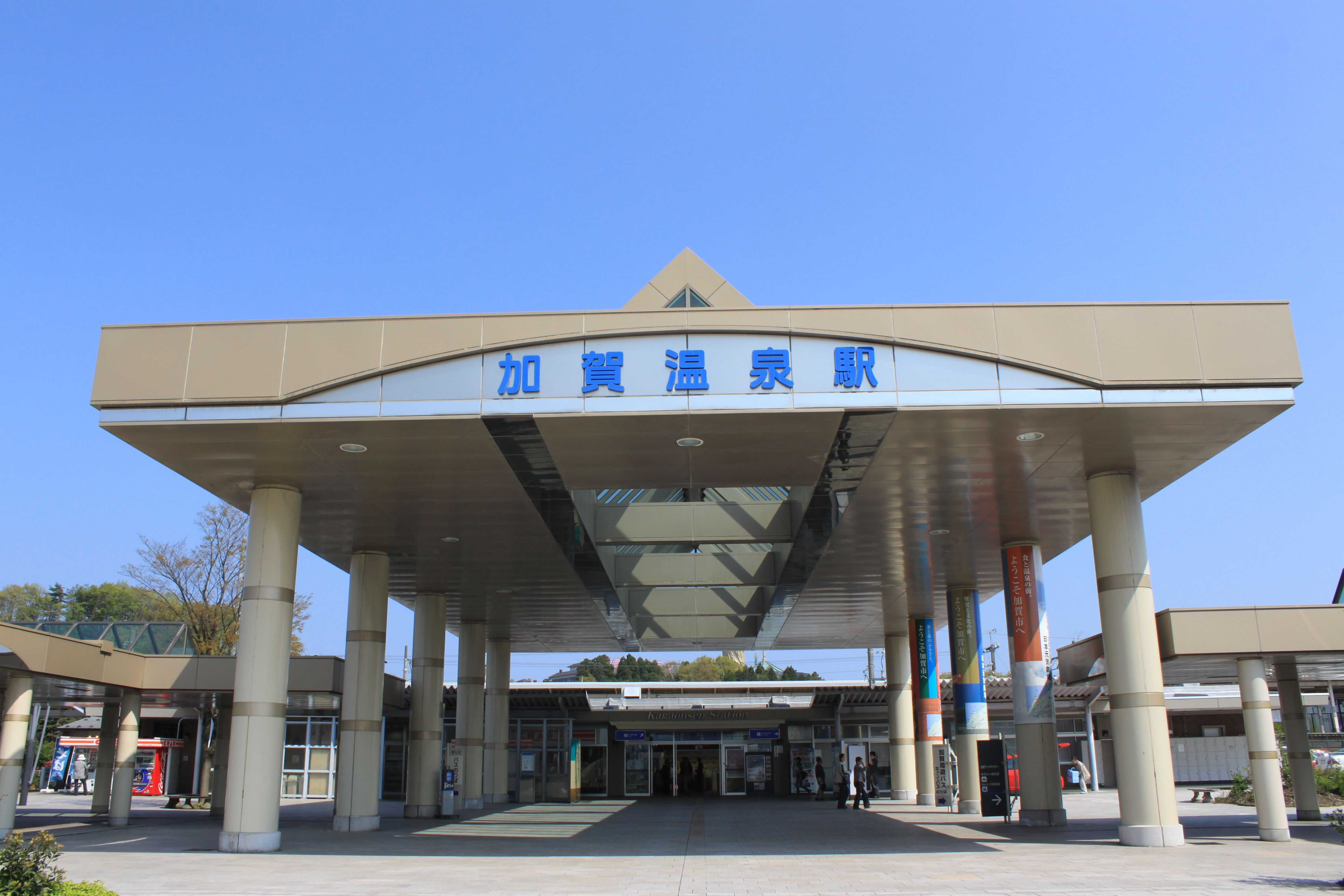
舊站房(2010年5月)

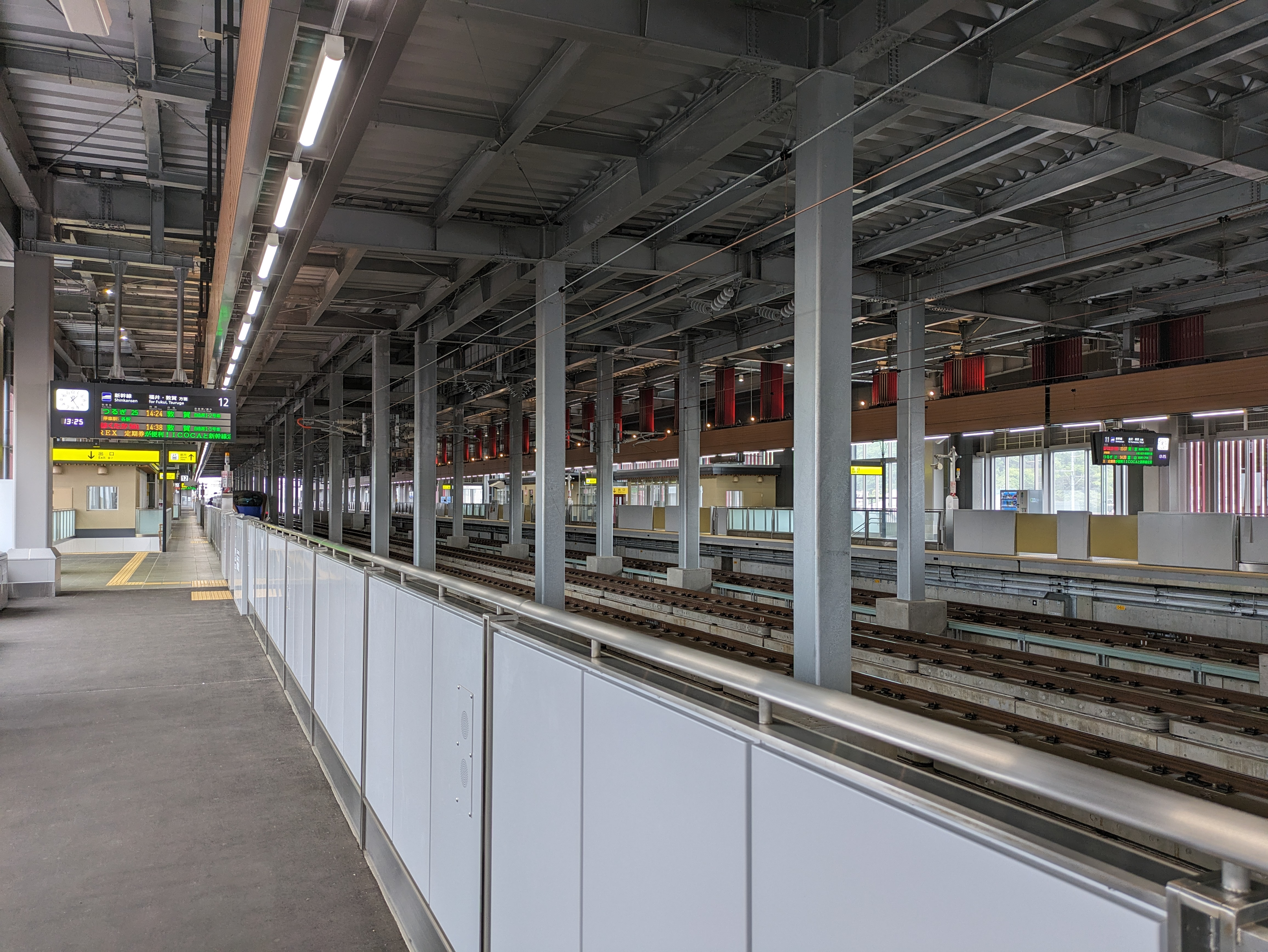
北陸新幹線月台(2024年4月)

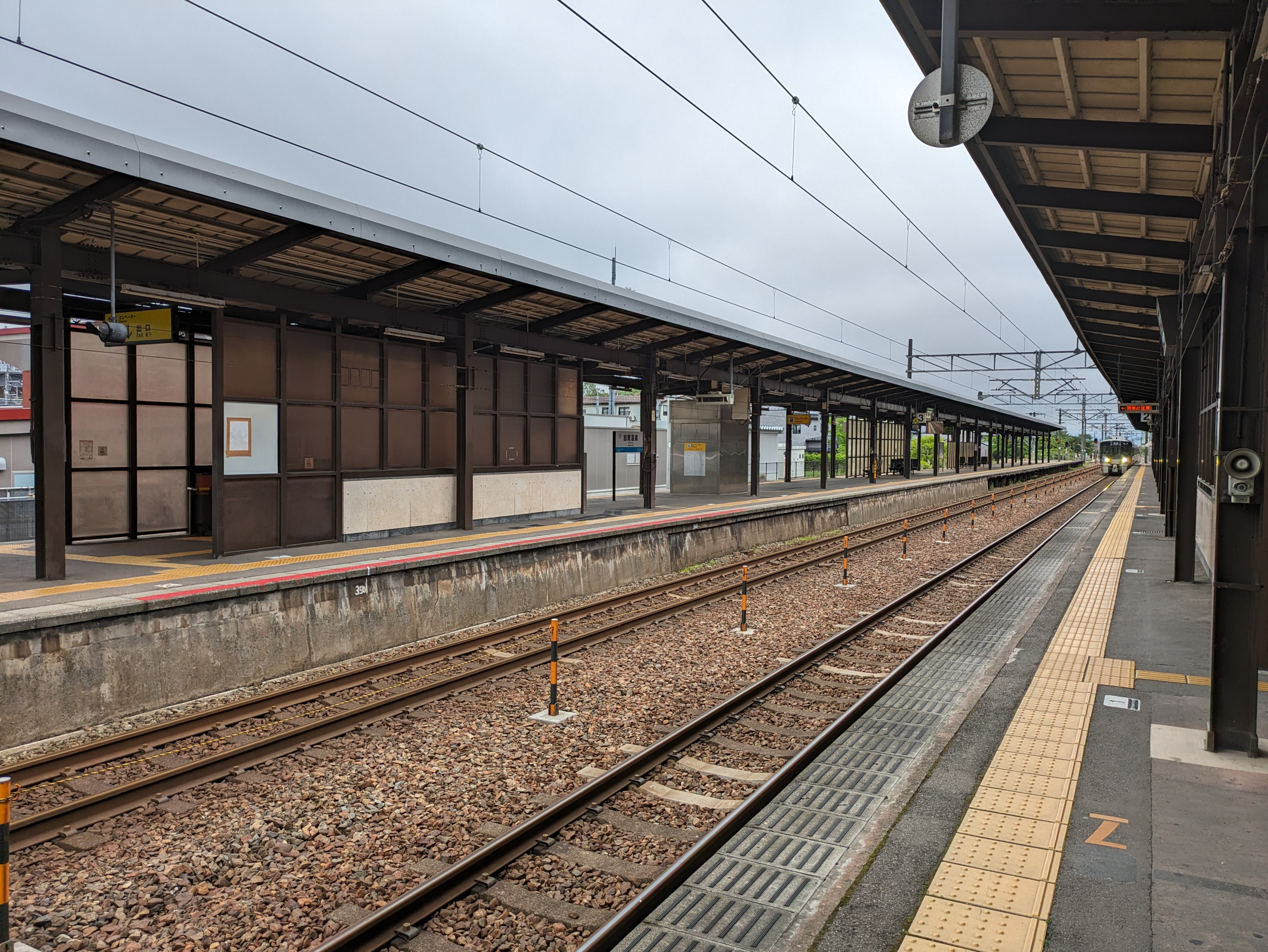
石川鐵道線月台(2024年4月)

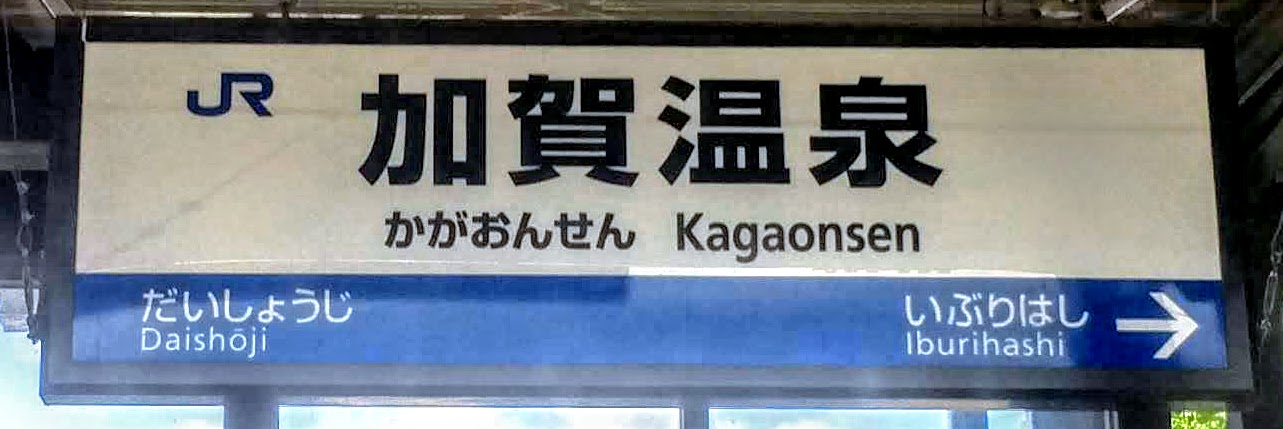
站名牌（LED型）

本站設有島式月台2面4線和待避設備的地上車站。站舍至月台設有聯絡通道連接。站台設在二樓。本站為JR西日本的直營站，由小松管理。北陸新幹線計劃設置側式月台2面2線的高架站。車站内設有綠窗口、有人剪票口、發車顯示屏、洗手間等設施。

### 月台
| 月台 | 路線          | 方向 | 目的地           |
| ---- | ------------- | ---- | ---------------- |
| 1、2 | ■IR石川鐵道線 | 上行 | 大聖寺、福井方向 |
| 3、4 | ■IR石川鐵道線 | 下行 | 小松、金澤方向   |
| 11   | 北陸新幹線    | 上行 | 金澤、東京方向   |
| 12   | 北陸新幹線    | 下行 | 福井、敦賀方向   |

北陸新幹線站舍計劃設在在來線車站南側，為設有側式月台2面2線和中央通過線2線的高架車站。

## 利用状況
根據「石川縣統計書」和「加賀市統計書」，近年1日平均乘車人數如下。
| 年度   | 1日平均 乘車人數 |
| ------ | ---------------- |
| 1994年 | 2,858            |
| 1995年 | 3,018            |
| 1996年 | 2,900            |
| 1997年 | 2,746            |
| 1998年 | 2,592            |
| 1999年 | 2,470            |
| 2000年 | 2,444            |
| 2001年 | 2,464            |
| 2002年 | 2,398            |
| 2003年 | 2,380            |
| 2004年 | 2,314            |
| 2005年 | 2,252            |
| 2006年 | 2,236            |
| 2007年 | 2,200            |
| 2008年 | 2,142            |
| 2009年 | 2,031            |
| 2010年 | 1,952            |
| 2011年 | 1,929            |
| 2012年 | 1,926            |
| 2013年 | 1,943            |
| 2014年 | 1,911            |
| 2015年 | 2,229            |
| 2016年 | 2,215            |

## 車站周邊
- 片山津温泉
- 山代温泉
- 山中温泉
- 加賀橋立温泉
- abio city加賀
- 車站北側豎立有巨大的觀音像[10][11]。

## 相鄰車站
西日本旅客鐵道
■北陸新幹線
小松－加賀温泉－芦原温泉
IR石川鐵道
■IR石川鐵道線
大聖寺－加賀温泉－動橋

## 脚注
1. ↑  日本国有鐵道旅客局(1984)『鉄道・航路旅客運賃・料金算出表 昭和59年４月20日現行』。
2. 1 2  北日本新聞 1970年10月2日付朝刊14面
3. ↑  交通年鑑　昭和46年度版
4. ↑   (PDF). 西日本旅客鐵道／IR石川鐵道／愛之風富山鐵道. 2017-01-31  [2017-01-31]. （原始内容存档 (PDF)于2019-05-25）.
5. ↑   (PDF). 愛之風富山鐵道. 2017-01-31  [2017-01-31]. （原始内容存档 (PDF)于2019-05-25）.
6. ↑  . 西日本旅客鐵道. 2017-04-26  [2017-04-27]. （原始内容存档于2017-04-26）.
7. ↑  . Response. (株式会社イード). 2017-04-26  [2017-04-29]. （原始内容存档于2019-02-22）.
8. ↑  . 石川縣.   [2019-02-22]. （原始内容存档于2019-02-23）.
9. ↑  . 加賀市.   [2019-02-22]. （原始内容存档于2019-02-22）.
10. ↑  . 北國新聞. 2009年11月15日.[永久]
11. ↑   （页面存档备份，存于）北國新聞，2012年4月8日

## 外部連結
- 加賀溫泉｜車站資訊：JR出門網 - 西日本旅客鐵道（日語）
- 加賀溫泉站 - IR石川鐵道 （页面存档备份，存于） （日語）